# أرق الدراقن الأطحل
أرق الدراقن الأطحل أو مَنّ الخوخ الأخضر (الاسم العلمي: Myzus persicae)، هي حشرة صغيرة القد من فصيلة المنية، بيضية الشكل طولها نحو 2 مم. تركب جميع الأشجار اللوزية أخصها الدراقن ولا تعف عن التبغ والبطاطا.